# Chang Hye-jin
Chang Hye-jin (Koreaans: 장혜진) (Daegu, 13 mei 1987) is een Zuid-Koreaans boogschutster.

## Carrière
Chang wist zowel individueel als in de landencompetitie goud te veroveren op de Olympische Spelen in 2016. Ze won goud op het wereldkampioenschap in 2013 in de landencompetitie, vier jaar later deed ze dat nog eens over en won ze individueel zilver. In 2019 won ze zilver in de landencompetitie.
Op de Zomeruniversiade 2009 won ze in de landencompetitie goud. Op de Aziatische Spelen won ze in 2014 individueel zilver en in 2018 goud in de landencompetitie.
Ze is een van de succesvolste boogschutsters in de World Cup met meerdere gouden medailles.

## Erelijst

### Olympische Spelen
- 2016:  Rio de Janeiro (individueel)
- 2016:  Rio de Janeiro (team)

### Zomeruniversiade
- 2009:  Belgrado (team)

### Aziatische Spelen
- 2014:  Incheon (individueel)
- 2018:  Jakarta (team)

### World Cup
- 2012:  Shanghai (team)
- 2013:  Shanghai (team)
- 2013:  Shanghai (gemengd)
- 2013:  Antalya (team)
- 2013:  Wrocław (team)
- 2014:  Antalya (team)
- 2014:  Antalya (individueel)
- 2016:  Medellín (team)

- 2016:  Antalya (team)
- 2017:  Indoor World Cup Final (indoor, individueel)
- 2017:  Shanghai (gemengd)
- 2017:  Shanghai (team)
- 2017:  Salt Lake City (team)
- 2017:  Salt Lake City (gemengd)
- 2017:  Salt Lake City (individueel)
- 2017:  Berlijn (team)

- 2017:  Rome (finale, individueel)
- 2017:  Rome (finale, gemengd)
- 2018:  Shanghai (team)
- 2018:  Shanghai (gemengd)
- 2018:  Shanghai (individueel)
- 2018:  Antalya (team)
- 2018:  Antalya (gemengd)
- 2018:  Antalya (individueel)

- 2018:  Berlijn (gemengd)
- 2018:  Berlijn (team)
- 2018:  Samsun (finale, gemengd)
- 2019:  Medellín (team)
- 2019:  Shanghai (team)
- 2019:  GT Open (indoor, individueel)
- 2019:  Nimes Tournament (indoor, individueel)
- 2019:  Indoor World Series Finals (indoor, individueel)

1904: Matilda Howell ·
1908: Queenie Newall ·
1972: Doreen Wilber ·
1976: Luann Ryon ·
1980: Keto Losaberidze ·
1984: Seo Hyang-soon ·
1988: Kim Soo-nyung ·
1992: Cho Youn-jeong ·
1996: Kim Kyung-wook ·
2000: Yun Mi-jin ·
2004: Park Sung-hyun ·
2008: Zhang Juanjuan · 
2012: Ki Bo-bae · 
2016: Chang Hye-jin ·
2020: An San ·
2024: Lim Si-hyeon
1988: Kim S-n/Wang/Yun Y-s ·
1992: Cho/Kim S-n/Lee E-k ·
1996: Kim J-s/Kim K-w/Yoon H-y ·
2000: Kim N-s/Kim S-n/Yun M-j ·
2004: Lee S-j/Park/Yun M-j ·
2008: Joo/Park/Yun O-h ·
2012: Choi/Ki/Lee S-j ·
2016: Chang/Choi/Ki ·
2020: An/Jang/Kang ·
2024: Jeon/Lim/Nam